# Río Miriti Paraná
Le río Miriti Paraná est une rivière du sud de la Colombie, tributaire du río Caquetá (rio Japurá au Brésil), donc sous-affluent de l'Amazone.

## Géographie
Le río Miriti Paraná prend sa source dans le nord du département d'Amazonas. Il coule ensuite vers le sud-est avant de rejoindre le río Caquetá, à l'extrême est du département, près de la frontière brésilienne. Son cours se situe tout entier dans la zone dite "Réserve Indigène de Miriti Paraná".